# Xaver Bongard

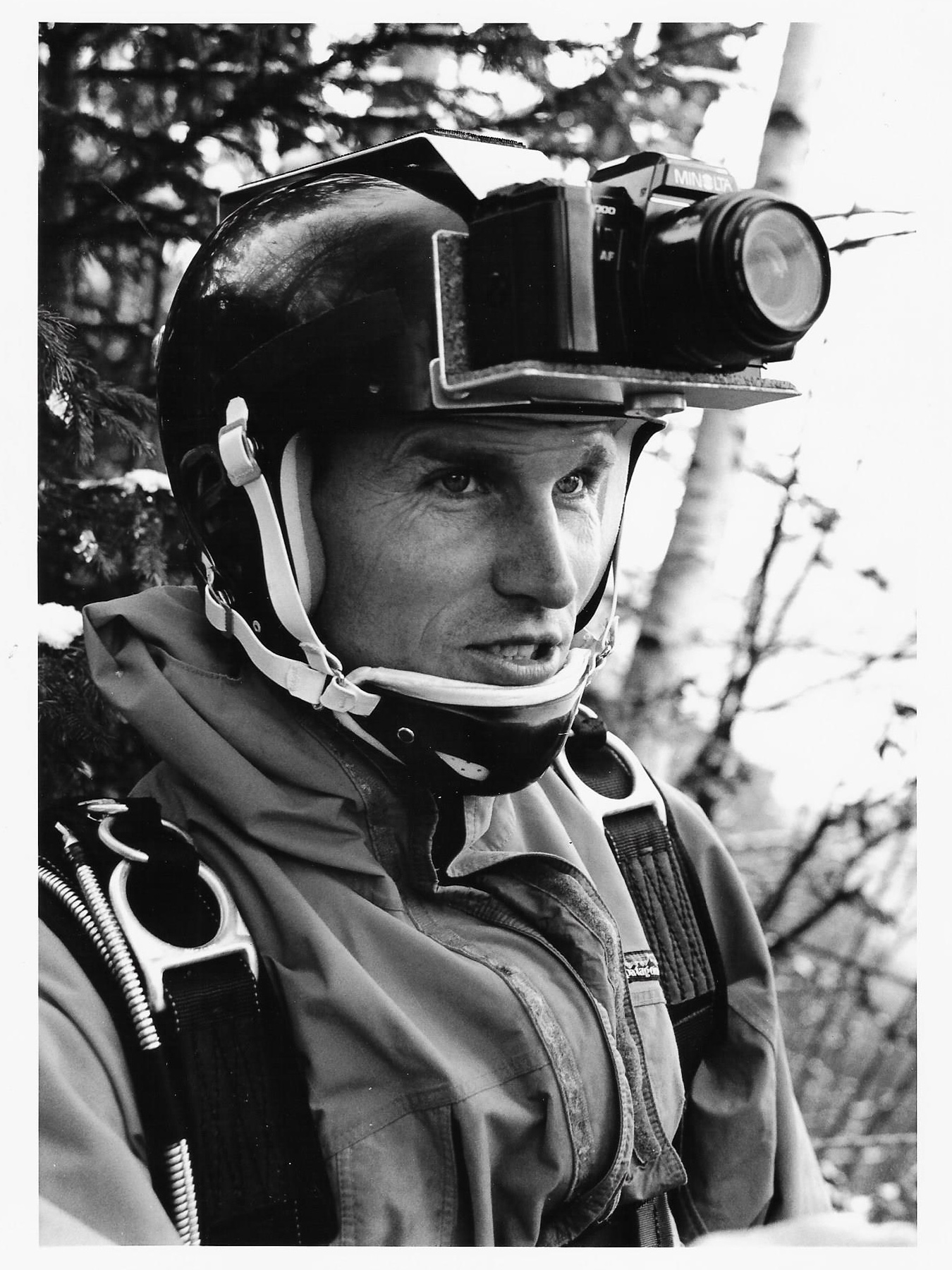
Xaver Bongard. Foto: Thomas Ulrich

Xaver Bongard (* 21. Dezember 1963 in Freiburg; † 15. April 1994 im Lauterbrunnental) war ein Schweizer Alpinist, Eiskletterer und BASE-Jumper.

## Leben
Xaver Bongard wuchs in Freiburg in einer deutschsprachigen Familie auf. Französisch lernte Bongard in der Primarschule. Getauft wurde Bongard auf den Namen Xaver, nicht «Xavier». Seine engen Freunde nannten ihn «Toto». Mit zwölf Jahren wurde Bongard Mitglied der Sektion Freiburg des Schweizer Alpen-Clubs. Zu Beginn trainierte Bongard hauptsächlich in den Kalkfelsen der Gastlosen in den Voralpen. Mit 18 Jahren durchstieg er die Eiger-Nordwand und den Walkerpfeiler an den Grandes Jorasses. 1983 absolvierte Bongard die Prüfung zum Maschinenschlosser in Freiburg. Zwischen 1983 und 1993 machte sich Bongard mit etlichen Expeditionen und Erstbegehungen einen Namen in der Alpinisten-Szene. Besonders nennenswert sind seine Expedition auf Baffin Island (mit Peter Gobet), seine Solobegehungen am El Capitan im Yosemite-Nationalpark, die Begehung des Nordostpfeilers am Great Trango Tower im Karakorum mit John Middendorf und die Erstbegehung des Eisfalls an der Breitwangflue im Kandertal («Crack Baby» mit Michael Gruber). Fasziniert von der BASE-Jumping-Szene in den USA wurde Bongard 1990 lizenzierter Fallschirmspringer, um im gleichen Jahr seinen ersten BASE-Sprung vom El Capitan im Yosemite Valley zu absolvieren. Ein Jahr nach bestandener Prüfung zum UIAA-Bergführer starb Xaver Bongard im April 1994 bei einem BASE-Sprung von der Absprungstelle «Staubbach» im Lauterbrunnental. Im Februar 2023 veröffentlichte Mammut ein Video über das 30-jährige Jubiläum der Erstbegehung des Eisfalls an der Breitwangflue («Crack Baby»).

## Alpinistische Leistungen
Quelle
1982

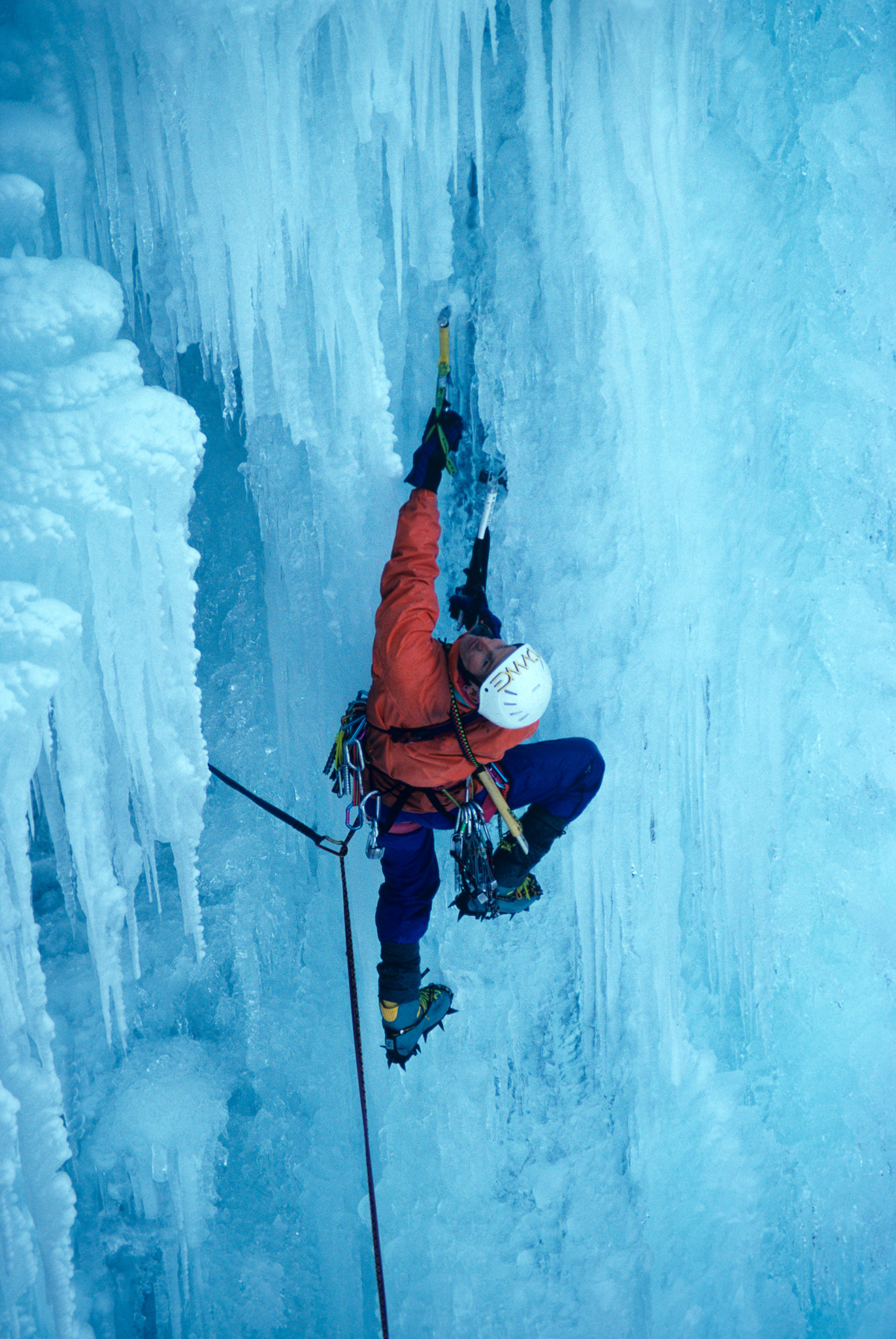
"Crack Baby" 1993. Foto: Thomas Ulrich

- Eiger-Nordwand (Berner Alpen), bis V im Fels, bis 60° im Eis
- Grandes Jorasses, Walkerpfeiler (Mont-Blanc-Gebiet), VI

1983
- Vier Sechstausender in Chile

1984
- Chacraraju, 6112 m (Peru), Erstbegehung «Voie de l’amitié», bis VI im Fels, bis 90° im Eis

1986
- Mount McKinley, 6194 m (Alaska), Cassin-Ridge
- Vier Bigwalls, Yosemite (USA)

1987
- Drei Erstbegehungen auf Baffin Island
- El Capitan (Yosemite), «Iron Hawk», 5.9, A4+, 1. Solobegehung
- El Capitan (Yosemite), «Lost in America», 5.10, A5, 1. Solobegehung

1988
- El Capitan (Yosemite), «Sea of Dreams», 5.10, A5, 1. Solobegehung
- El Capitan (Yosemite), «Jolly Roger», 5.10, A5, 1. Solobegehung

1992
- Great Trango Tower, 6231 m (Karakorum), 1. Begehung des Nordostpfeilers, 6b, A4+, bis 85° im Eis

1993
- «Crack Baby» (Eisfall an der Breitwangflue, Kandertal), WI6, 1. Begehung[5]

## BASE-Jumping
1989 lernte Bongard im Yosemite-Nationalpark Will Oxx kennen. Schnell entstand zwischen dem Schweizer und dem erfahrenen Kletterer Oxx eine enge Freundschaft. Gemeinsam traten sie im Film «RockNRoad» von 1993 auf. Will Oxx war einer der ersten BASE-Springer der Welt (BASE-Nummer 41). Bongard war fasziniert von diesem jungen Sport und absolvierte mit Oxx 1990 seinen ersten BASE-Sprung vom El Capitan im Yosemite Valley. Damit wurde Xaver Bongard der erste BASE-Jumper der Schweiz. Bongard erzählte Will Oxx von einem Tal mit steilen Felswänden, das in unmittelbarer Nähe zu seinem Wohnort (Interlaken) liege und wo man mit Sicherheit BASE-Sprünge absolvieren könne. 1991 sprang Xaver zum ersten Mal von der Absprungstelle «Staubbach» im Lauterbrunnental, die am 2. September 1990 vom Franzosen Dominique Gleizes eröffnet wurde. Im gleichen Jahr folgten die ersten Sprünge von «Yellow Ocean», «Isenfluh» und «Unterbach» (gemeinsam mit Will Oxx). Fotografisch festgehalten wurden diese ersten BASE-Sprünge in der Schweiz von Thomas Ulrich. Nachdem Bongard von allen vier Objekttypen (Gebäude, Sendemast, Brücke und Felsen) gesprungen war, erhielt er 1993 die BASE-Nummer 362.

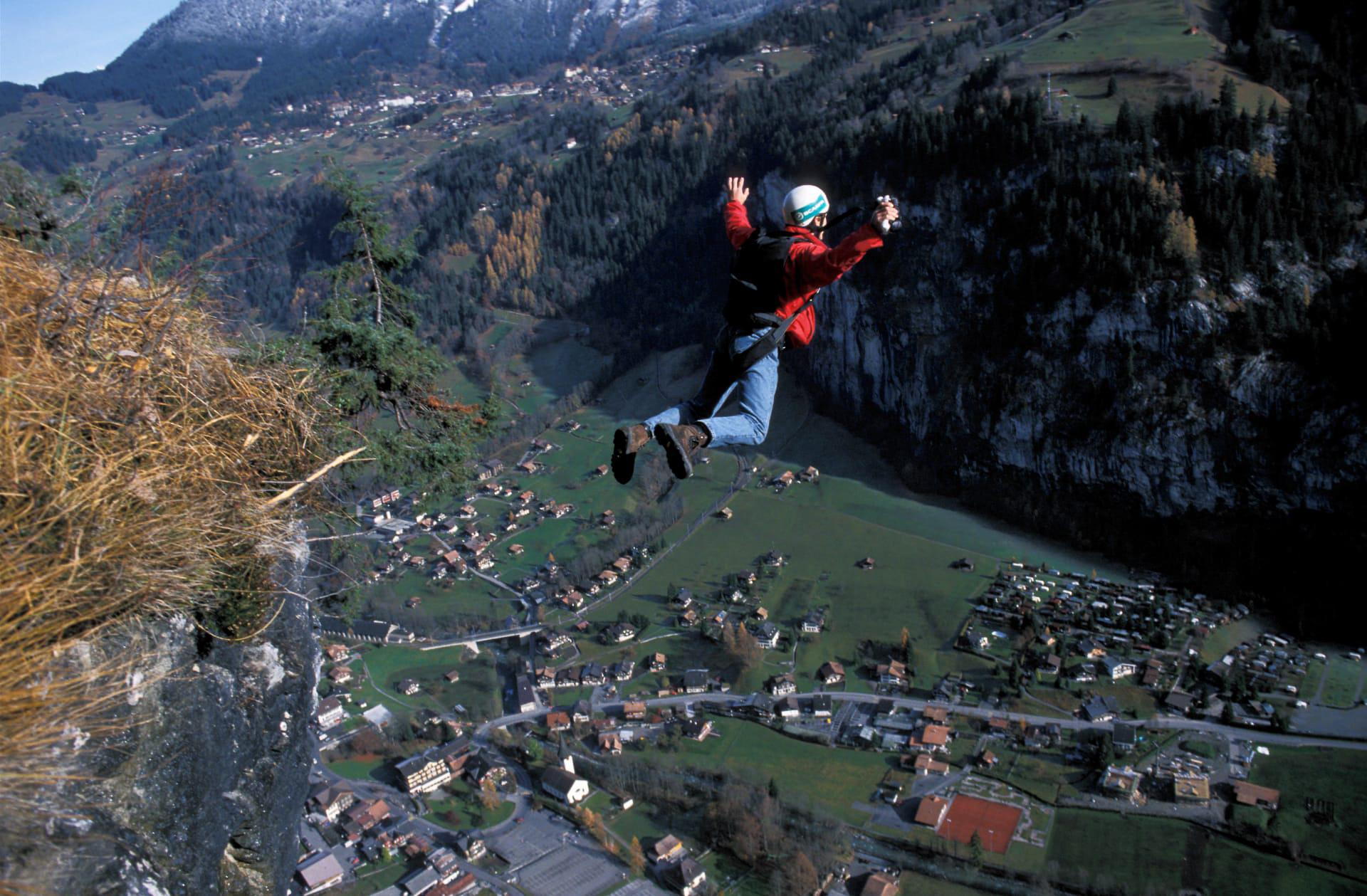
Xaver Bongard springt vom Staubbach. Foto: Thomas Ulrich

Am 15. April 1994 sprang Bongard mit Franck Konrad vom «Staubbach». Bongard hatte eine Ausrüstung mit zwei Fallschirmen, einem Haupt- und einem Reserveschirm («Sorcerer» von Vertigo BASE Outfitters). Nachdem sich der Hauptschirm nicht schön geöffnet hatte, zog Bongard den Reserveschirm, dessen Leinen sich bei der Öffnung verdrehten. Bongard schlug auf dem Felsen auf und erlag noch an der Unfallstelle seinen Verletzungen. Gemäss der «BASE Fatality List», die weltweit jeden Todesfall seit Beginn des Sports dokumentiert, ist Bongard Todesfall Nummer 31. Bongard war der erste tödlich verunglückte BASE-Springer in der Schweiz. Er hinterliess seine Lebensgefährtin, seine Eltern und seine Schwester. Bei der Abdankung in der katholischen Kirche in Interlaken hielt John Middendorf einen Nachruf. Durch die BASE-Pioniere Xaver Bongard und Will Oxx wurde Lauterbrunnen ein Mekka des BASE-Jumping. An der Absprungstelle «Yellow Ocean» hat die «Swiss BASE Association» eine Gedenktafel für Xaver Bongard installiert.